# Gór-havas
A Gór-havas (románul: Vârful Goru) a Háromszéki-havasok és a romániai Vráncsa megye legmagasabb pontja.